# Mount Stephenson, Östantarktis
Mount Stephenson är ett berg i Antarktis. Det ligger i Östantarktis. Australien gör anspråk på området. Toppen på Mount Stephenson är 2 399 meter över havet, eller 588 meter över den omgivande terrängen. Bredden vid basen är 4,3 km.
Terrängen runt Mount Stephenson är kuperad västerut, men österut är den bergig. Trakten är obefolkad. Det finns inga samhällen i närheten.